# Мацеїв (станція)
Мацеїв — проміжна залізнична станція Рівненської дирекції Львівської залізниці.
Розташована у селищі міського типу Луків Турійського району Волинської області на лінії Ковель — Ягодин між станціями Ковель (26 км) та Любомль (23 км).

## Історія
Станцію відкрито 1877 року при будівництві лінії Ковель  — Холм.
Впродовж 1920—1939 років містечко перебувало у власності Польщі. З вересня 1939 року Мацеїв під владою СРСР. У 1940 році отримав статус селища міського типу і з цього року Мацеїв — адміністративний центр Мацієвського району Волинської області. З 27 червня 1941 по 18 липня 1944 року селище знаходилося під німецькою окупацією. У 1946 році був перейменований в Луків. Самій станції залишили історичну назву — Мацеїв.
На станції є 5 колій шириною 1520 мм і 2 колії шириною 1435 мм. Біля рампи, де в радянські часи проводилось перевантаження військової техніки, діє навантажувальний термінал з широкою та європейською коліями з обох боків.
До середини 1990-х років з Ковеля підходило дві широкі колії, одна з яких була суміщена на одному полотні з європейською.
На станції зупиняються лише приміські потяги до станцій Ковель та Ягодин.